# 奥林匹克圣火

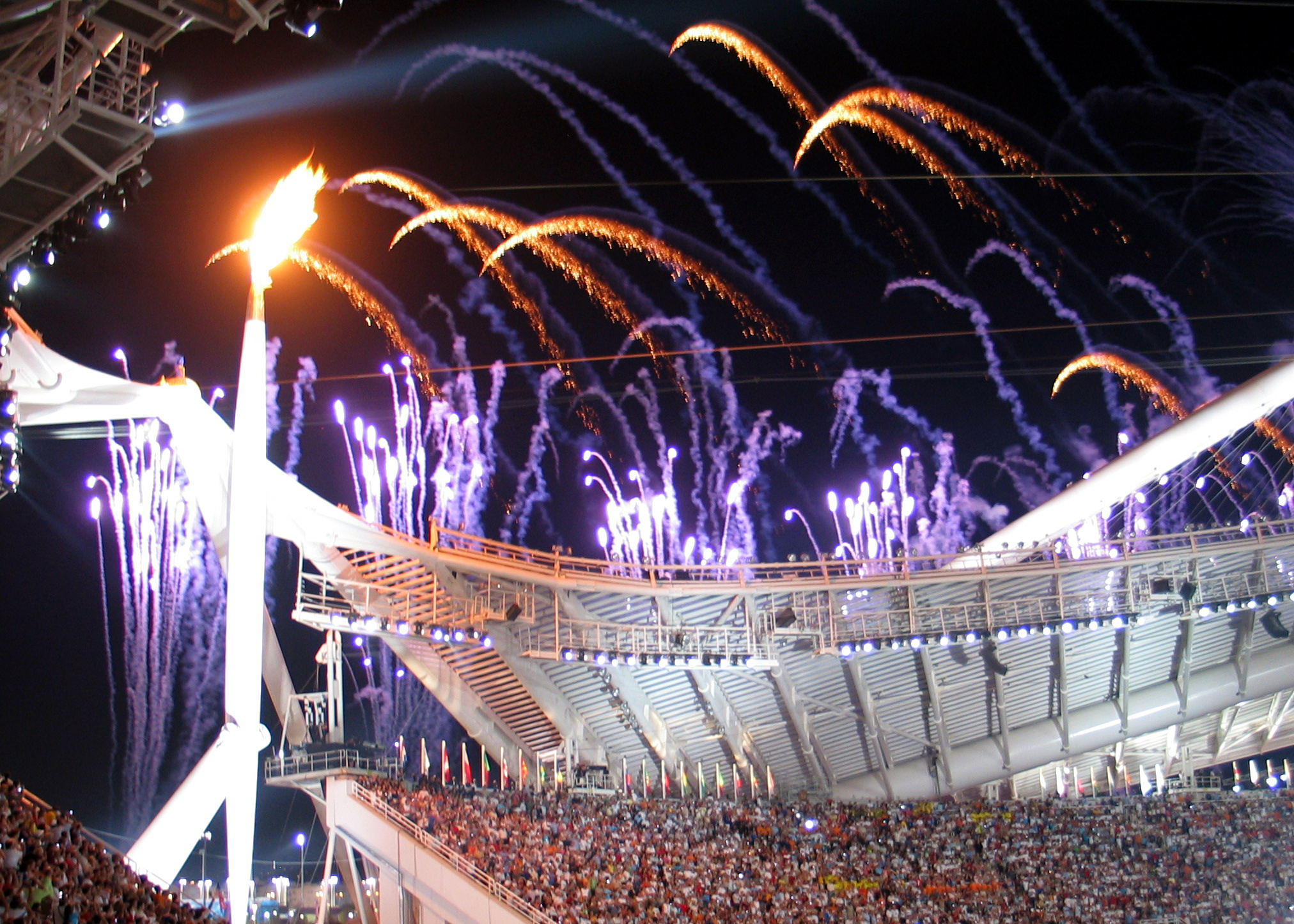
2004年夏季奥林匹克运动会上的圣火

奥林匹克圣火（法語：flamme olympique）是奥林匹克运动会的标志。它在古代奥运会上燃烧以纪念古希腊神话中，普罗米修斯从宙斯手中偷来的火。从1928年开始，奥林匹克圣火又重新成为了奥运会的一部分。从1936年柏林奥运会开始出现了聖火传递。它有着传承火焰，生生不息的意义。
在2008年中國北京奧運繞行世界五大洲引發爭議以及相當數量的激烈抗議後，國際奧會內部針對2008奧運聖火國際傳遞路線相關爭議，對取消國際傳遞路線進行相關討論，如加拿大代表Dick Pound就表示，2008奧運聖火國際傳遞本應該取消。而2010年冬季奧運會主辦城市加拿大溫哥華也不計劃會有國際傳遞路線。
2012年夏季奧運會主辦城市倫敦也表示，奧林匹克聖火將不會離開主辦城市所在國境（即英國）。

## 形式

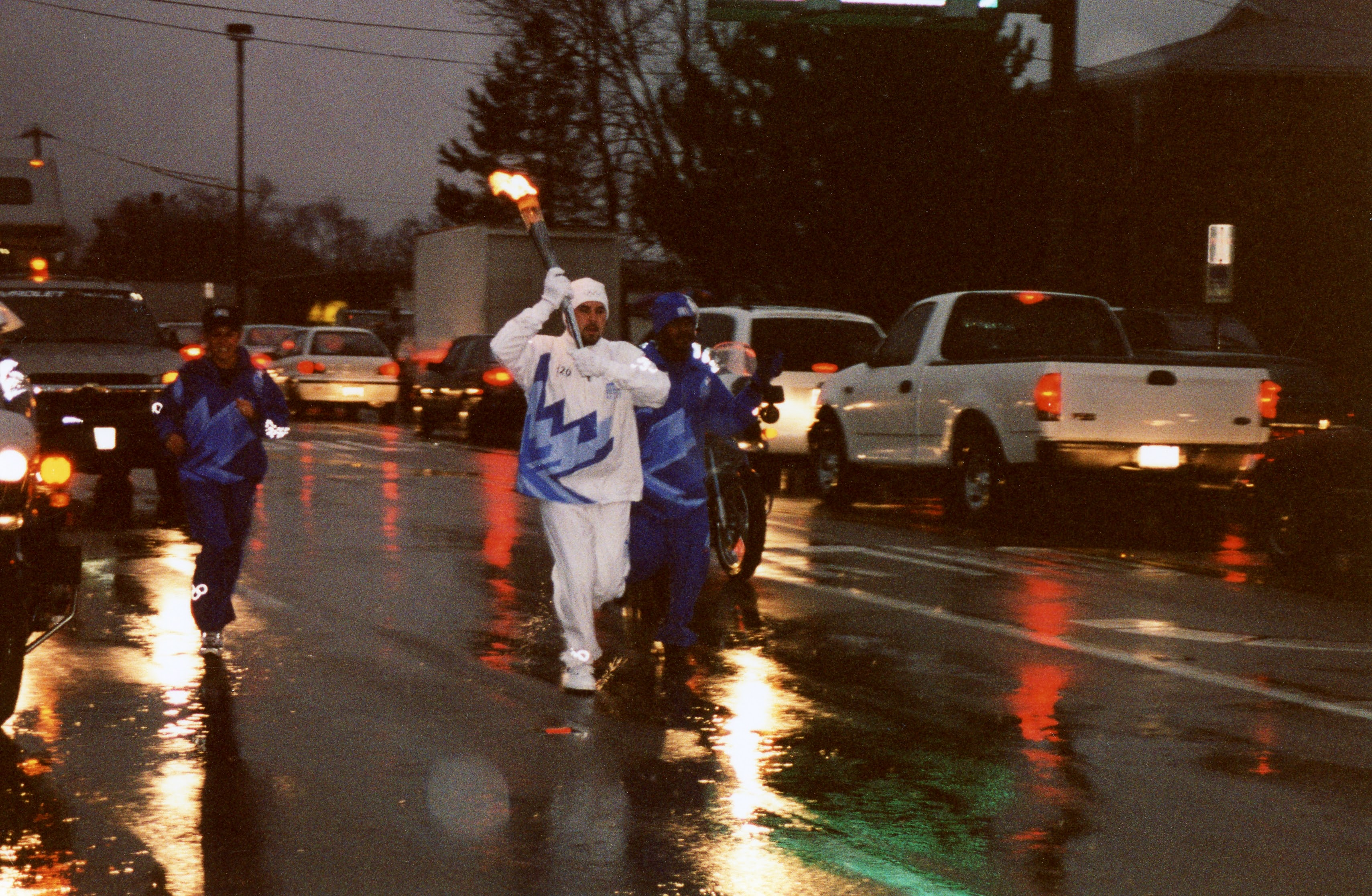
2002年冬季奥运会聖火传递通过俄亥俄州，辛辛那提

传统上，奥林匹克聖火是「由奥林匹斯山上的阳光点燃」，传递者步行传递到奥运会会场。
现代的奥林匹克聖火在奥运会开幕数月之前从希腊的奥利匹克发源地奥林匹亚采集（青年奥林匹克运动会的圣火则在帕那辛纳克体育场采集）。11位女祭司(演员扮演)从凹面镜聚光采集圣火。
聖火接下来便通过接力传递到下一届奥运会的主办城市。虽然传统上传递只能步行，但是现在使用交通工具（包括輪椅，例如曾憲梓）也是允許的。聖火传递者来自不同领域，包括运动员和名人，也有一些普通的老百姓参与其中。
奥林匹克聖火传递在奥运会开幕式举行时结束。最后一位传递者总是很神秘，通常是举办国的体育界名人（2012年伦敦奥运会，2024年法國奥运会及除外）。最后一位传递者会以独特的方式点燃位于体育场上方的主火炬。奥运圣火在奥运会开始的那天点燃，结束的那天熄灭。

## 历史

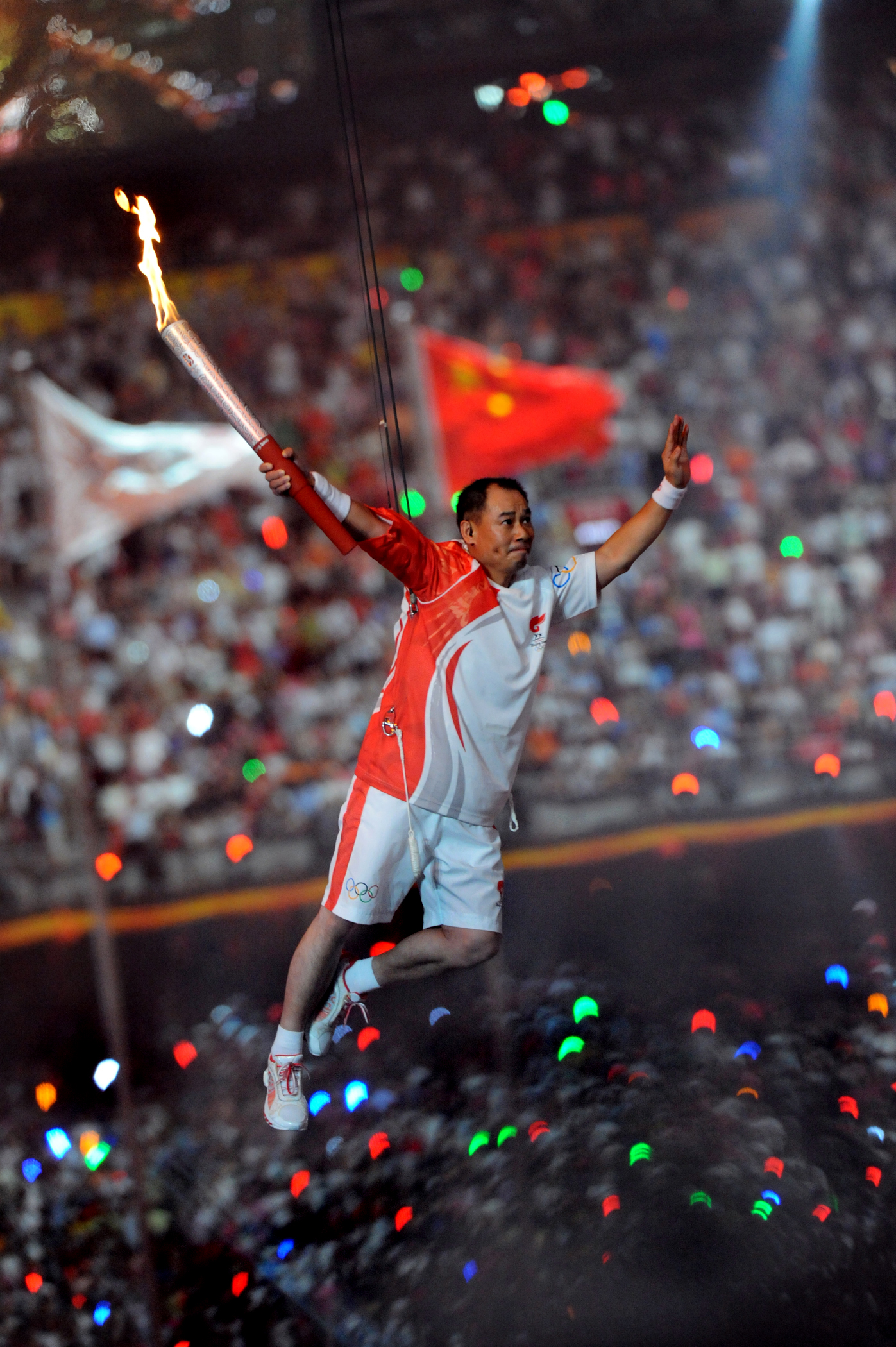
2008年中國體操王子李寧凌空圍繞奧運主場館一周点燃了2008年奥运会的圣火

古希腊神话中，火是神圣不可侵犯的。普罗米修斯从天上偷取火种带回人间。 在奥运会进行时，为了纪念宙斯，人们在他和他妻子赫拉的神庙中也点燃聖火。现代奥林匹克圣火是在原来赫拉神庙的位置采集的。
圣火在1928年之前的现代奥运会没有出现。荷兰建筑师简·威尔斯在设计1928年奥运会会场时设计了一个塔，并有了点燃主火炬的构想。1928年7月28日一个供电机构的职工点燃了被称为马拉松塔的火焰。
在1936年奥运会之前只是在希臘採集聖火，沒有用人進行傳遞。自1936年，奧運會开始進行聖火传递。
聖火传递使用了很多不同的形式。
- 1948年在船上穿越英吉利海峡。
- 1952年通过飞机传递到赫尔辛基。
- 1956年骑马穿越澳大利亚。
- 1976年以电波的形式由人造卫星從希臘雅典「传递」到加拿大首都渥太華。
- 2000年在大堡礁附近水下传递。
- 2004年首次在全球举行，聖火点燃后将经过全球35个城市（包括所有曾经举办过奥运会的城市）后，回到雅典。
- 2008年首次跨越五大洲，聖火首次登上地球最高點，喜馬拉雅山脈珠穆朗瑪峰。
- 2014年圣火首次到达太空中。
- 2021年（原計劃於2020年舉辦）和2022年由於2019冠狀病毒病疫情，部分地區取消傳遞，並直接由點火儀式取代。

点燃奥林匹克圣火同样由1936年奧運會開始被寫入奥委会规定，成為開幕儀式之一，此後這項火炬接力便成奧運傳統習慣，往後各屆奧運主辦國無不大花心思來為聖火點燃儀式翻新花樣。在1992年奧運會，由殘奧會射箭運動員安東尼奧·雷沃里奧(Antonio Rebollo)用弓箭將火把射出，點燃聖火。2000年主火炬在通过机械装置升高时由于机械故障停住了3分钟，2010年用于主火炬塔的四根冰柱由于机械故障导致其中一个冰柱没有升起，最终导致原本应该由四名运动员引燃的主火炬只由三个人来完成，而2022年為倡導綠色辦奧，首次取消主火炬塔，並由雪花形狀的火炬支架雕塑取代。

### 火炬

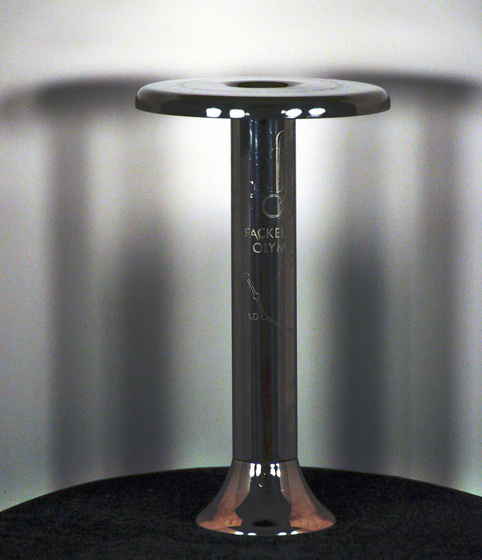
柏林 1936（夏）
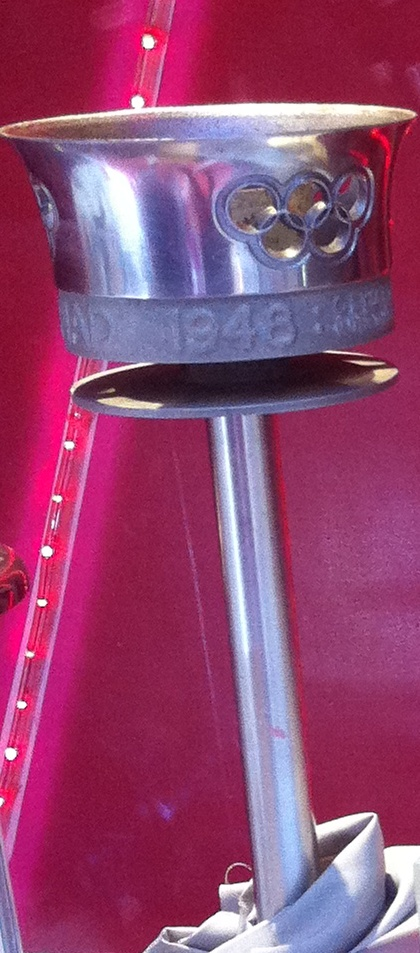
倫敦 1948（夏）
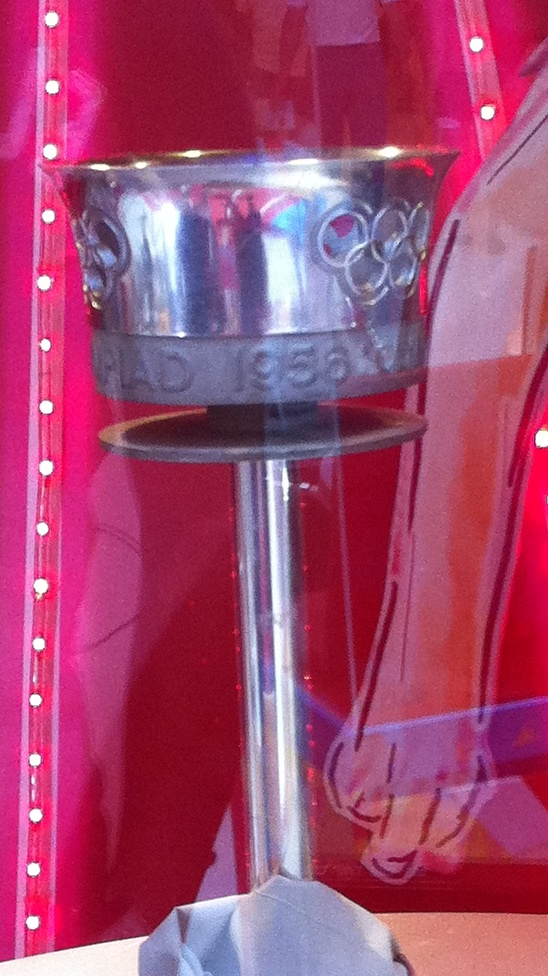
墨爾本 1956（夏）
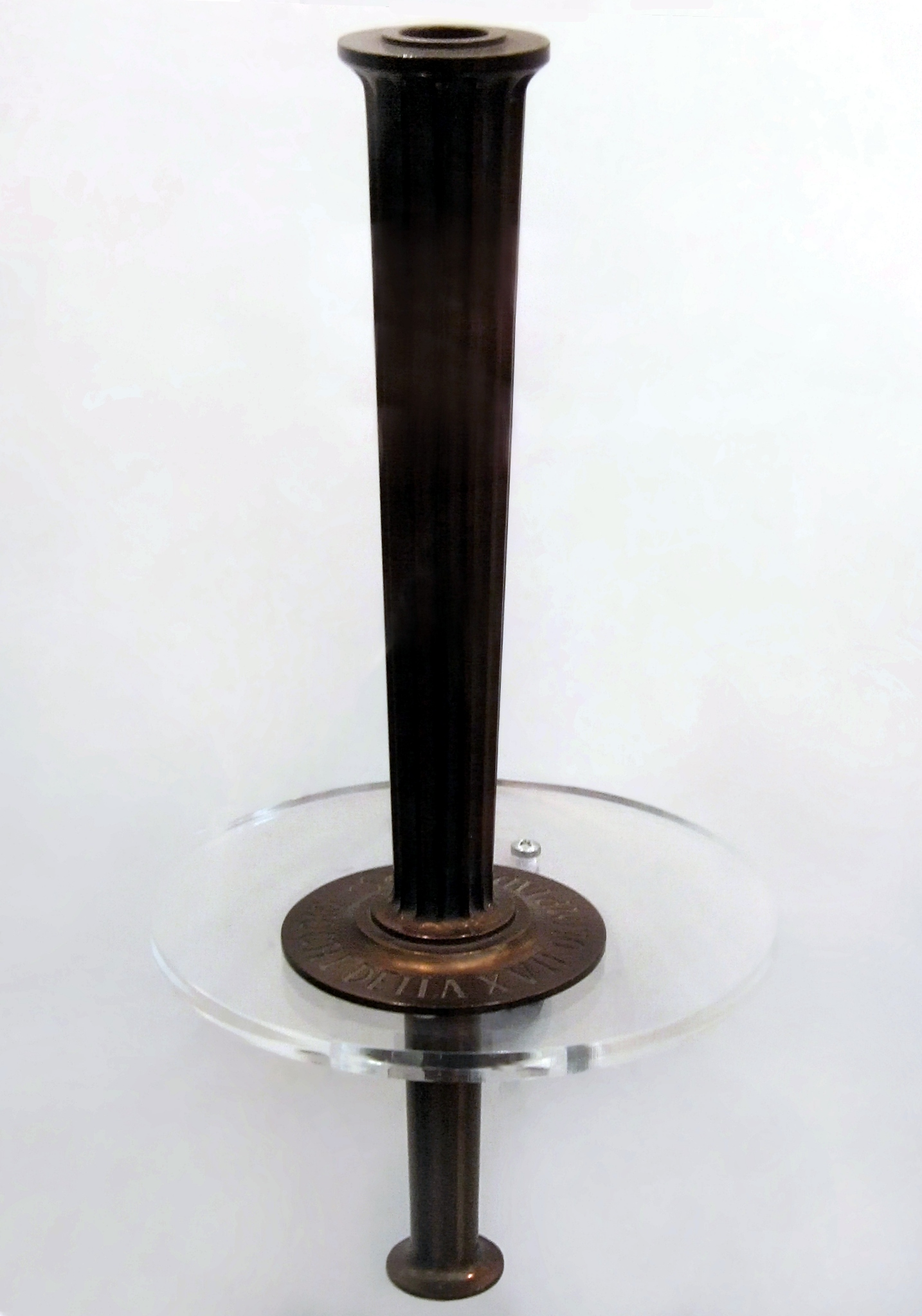
羅馬 1960（夏）
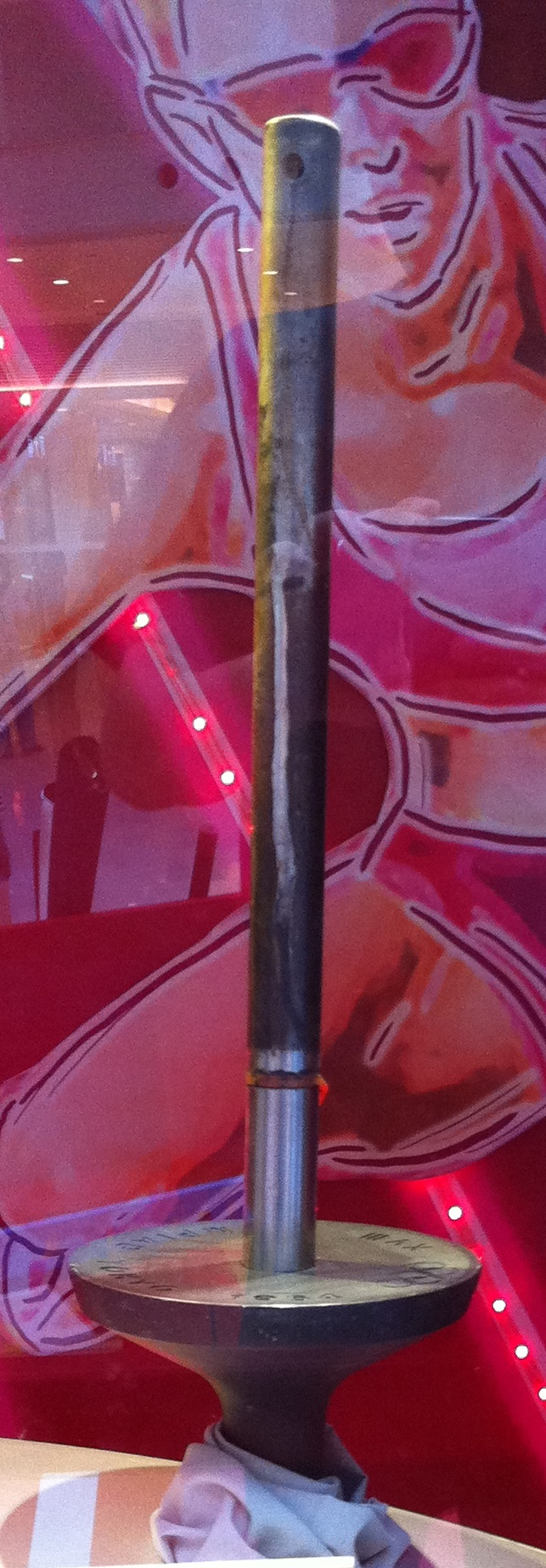
東京 1964（夏）
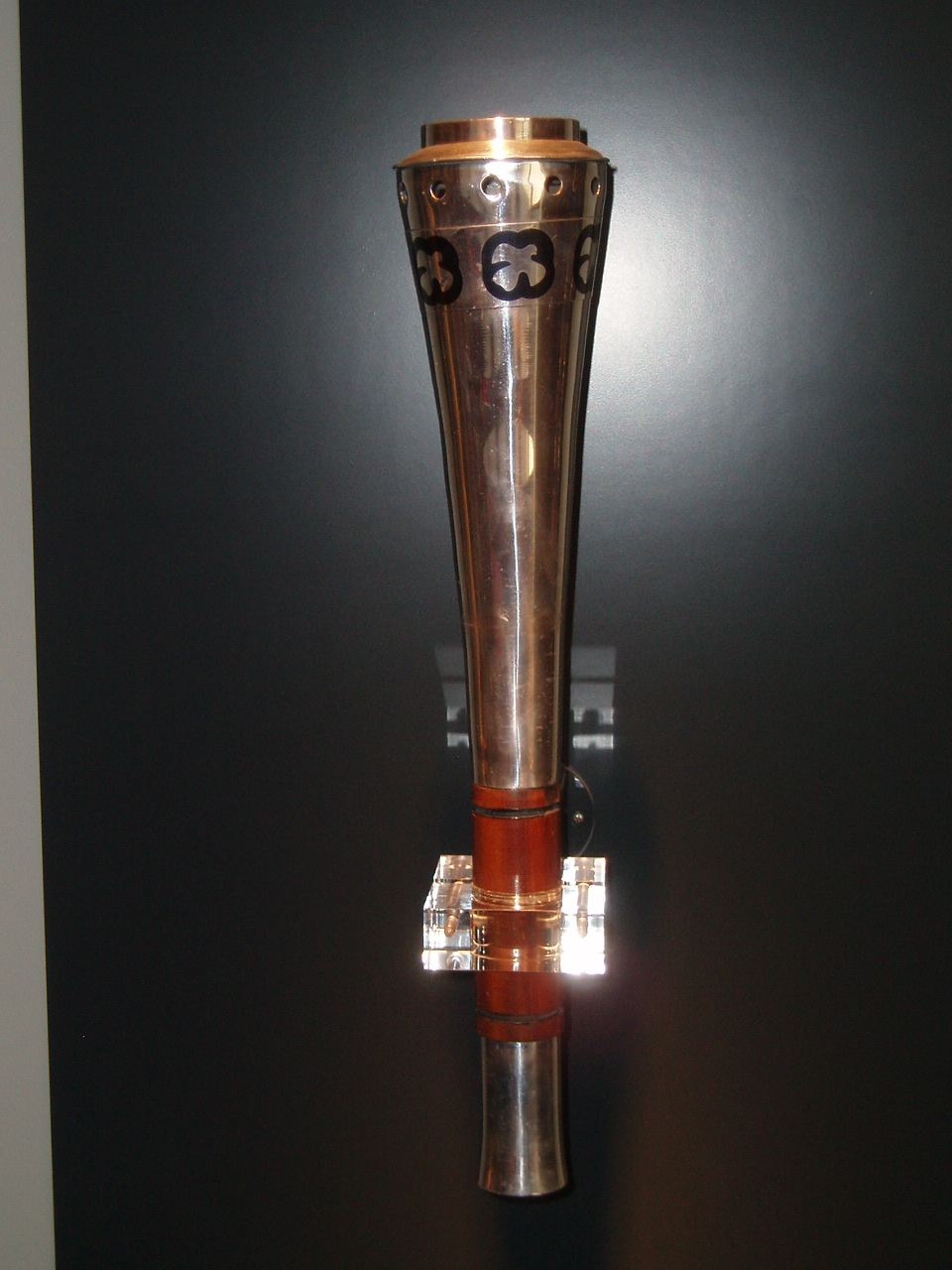
墨西哥城 1968（夏）
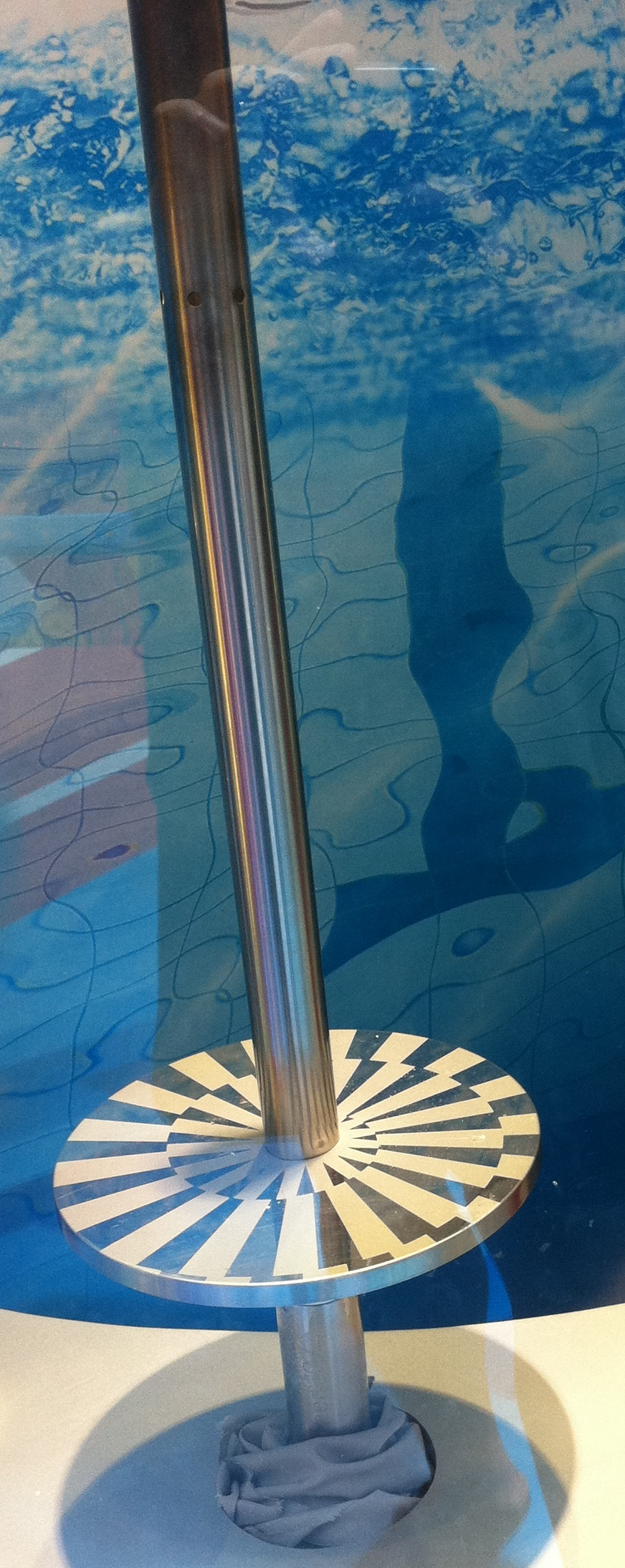
慕尼黑 1972（夏）
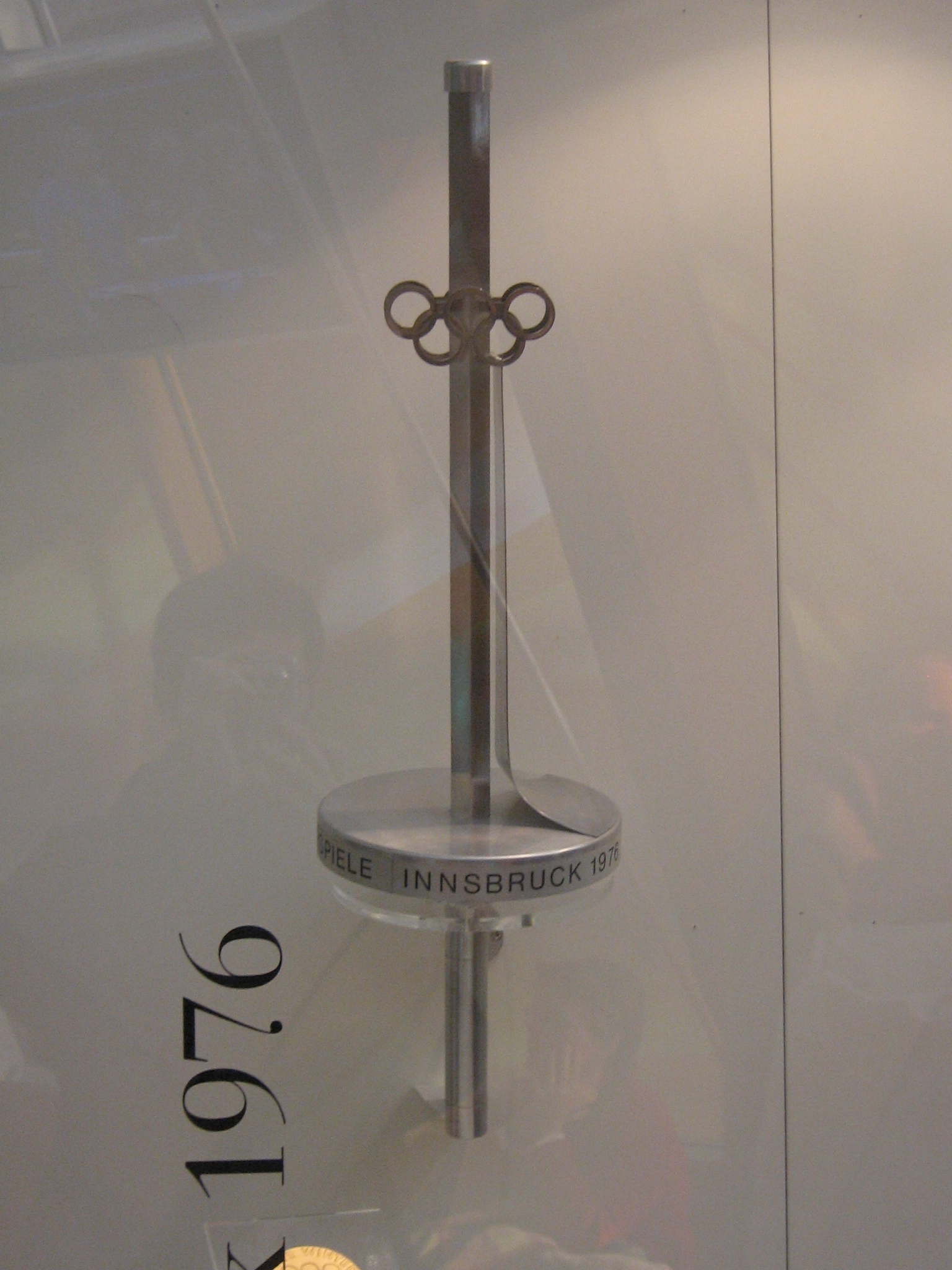
因斯布魯克 1976（冬）
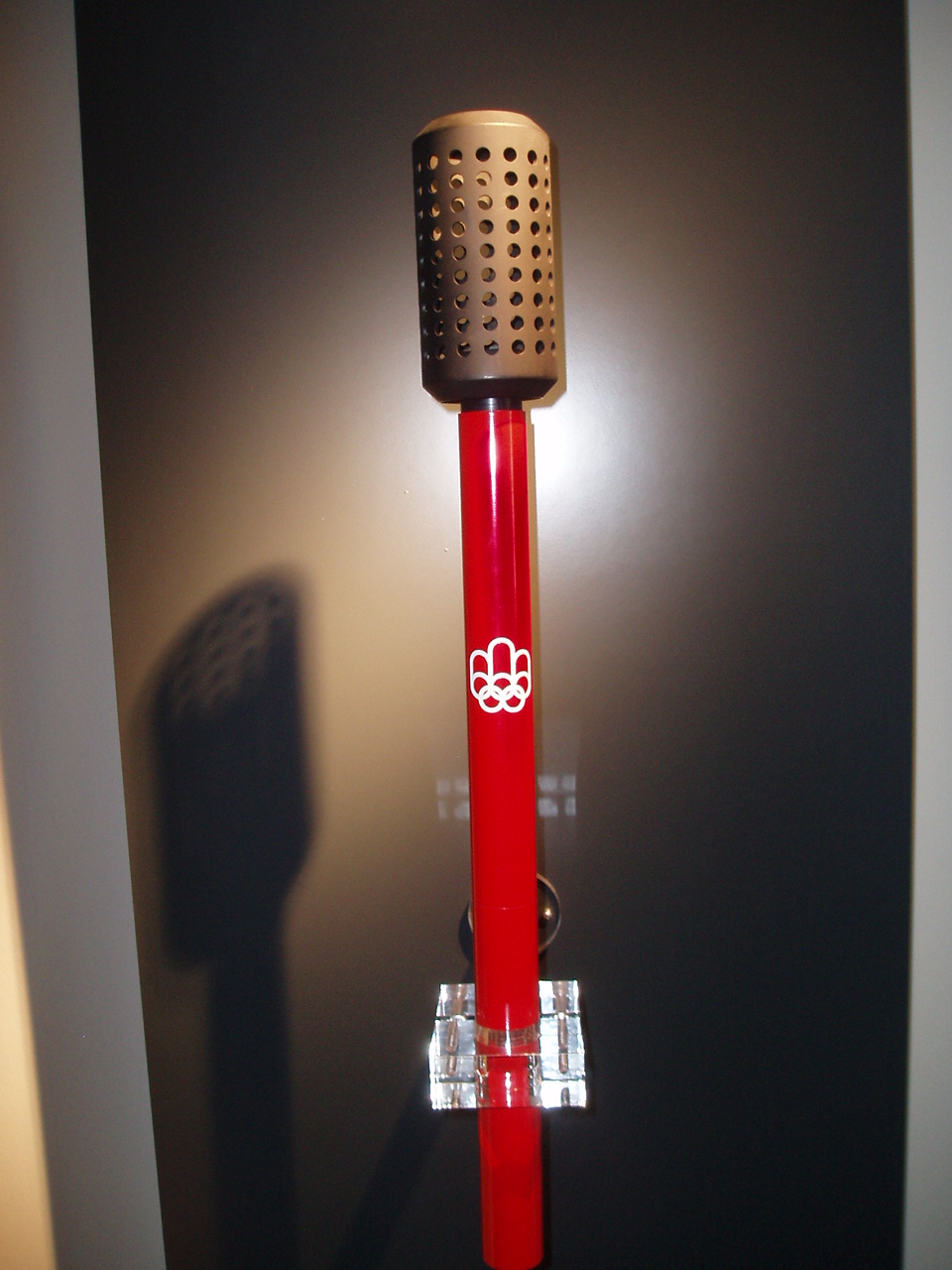
蒙特利爾 1976（夏）
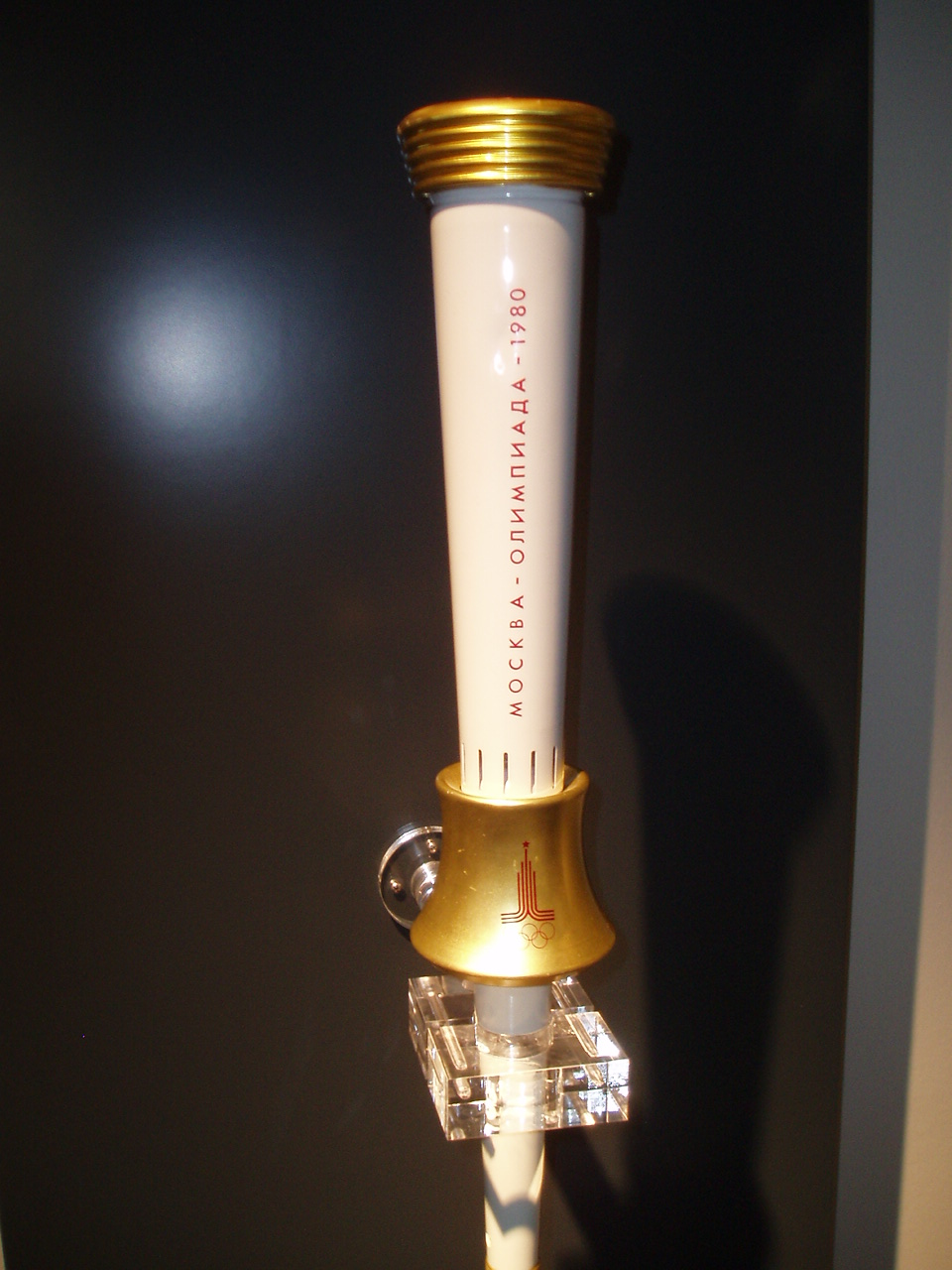
莫斯科 1980（夏）
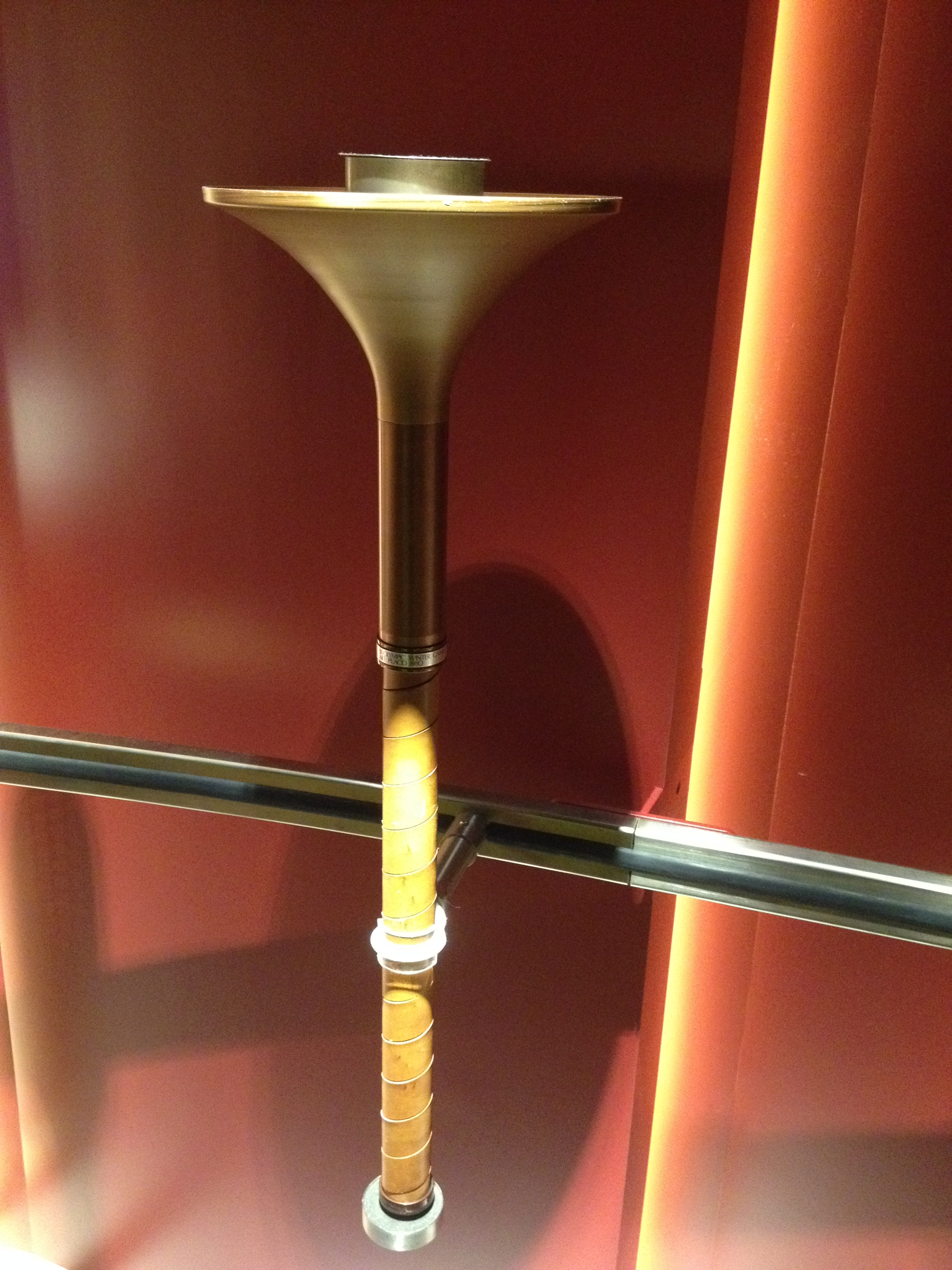
普萊西德湖 1980（冬）
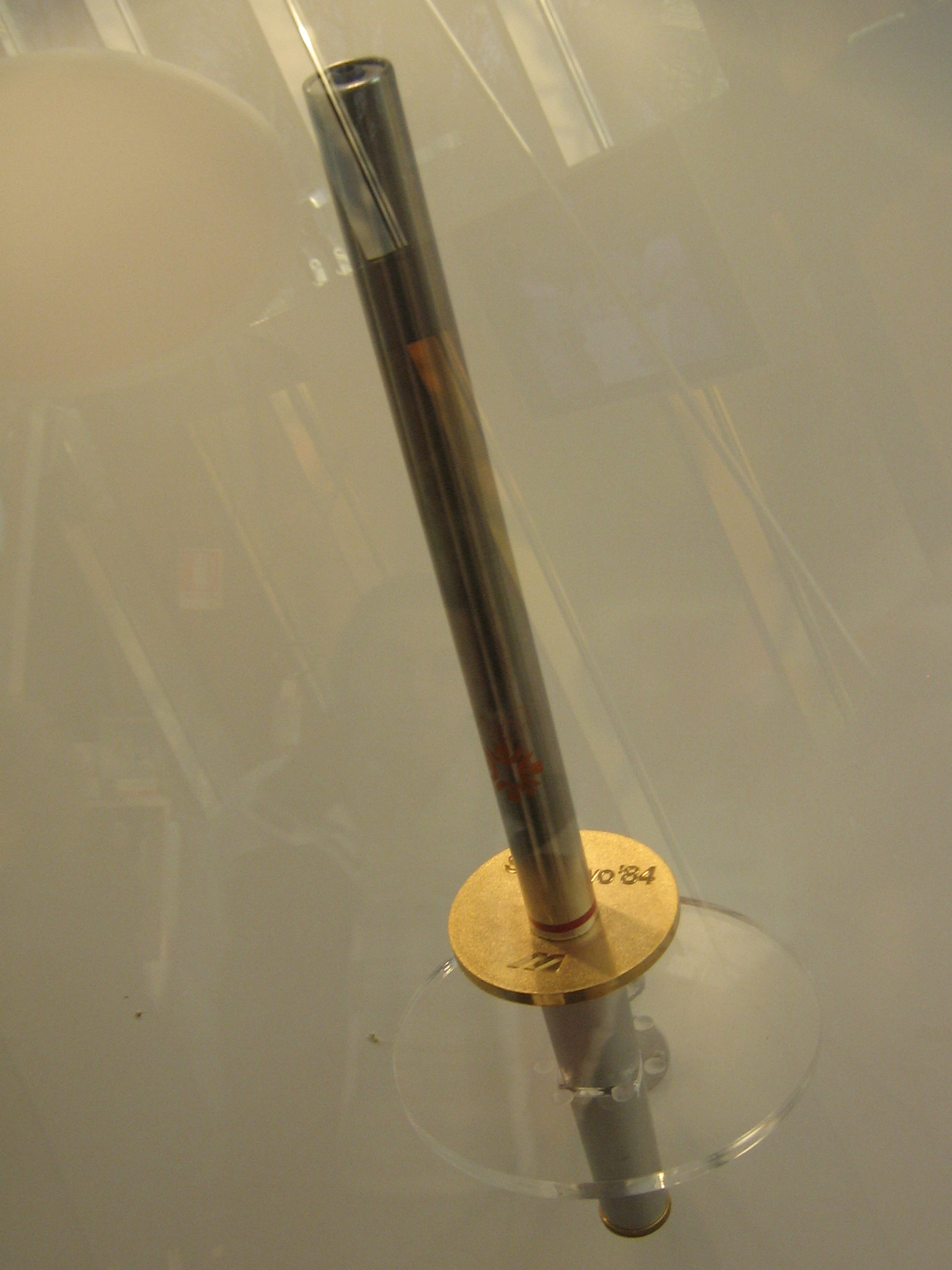
薩拉熱窩 1984（冬）
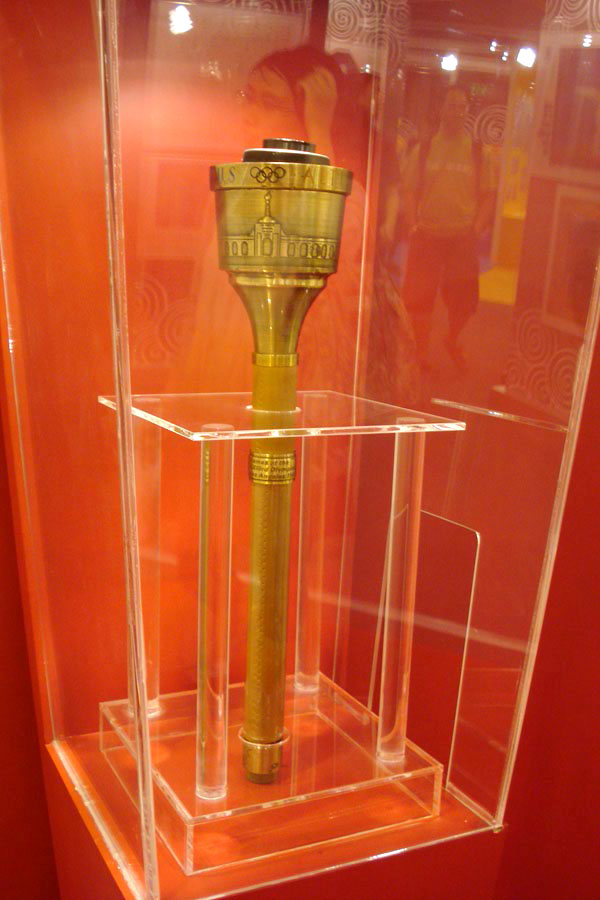
洛杉磯 1984（夏）
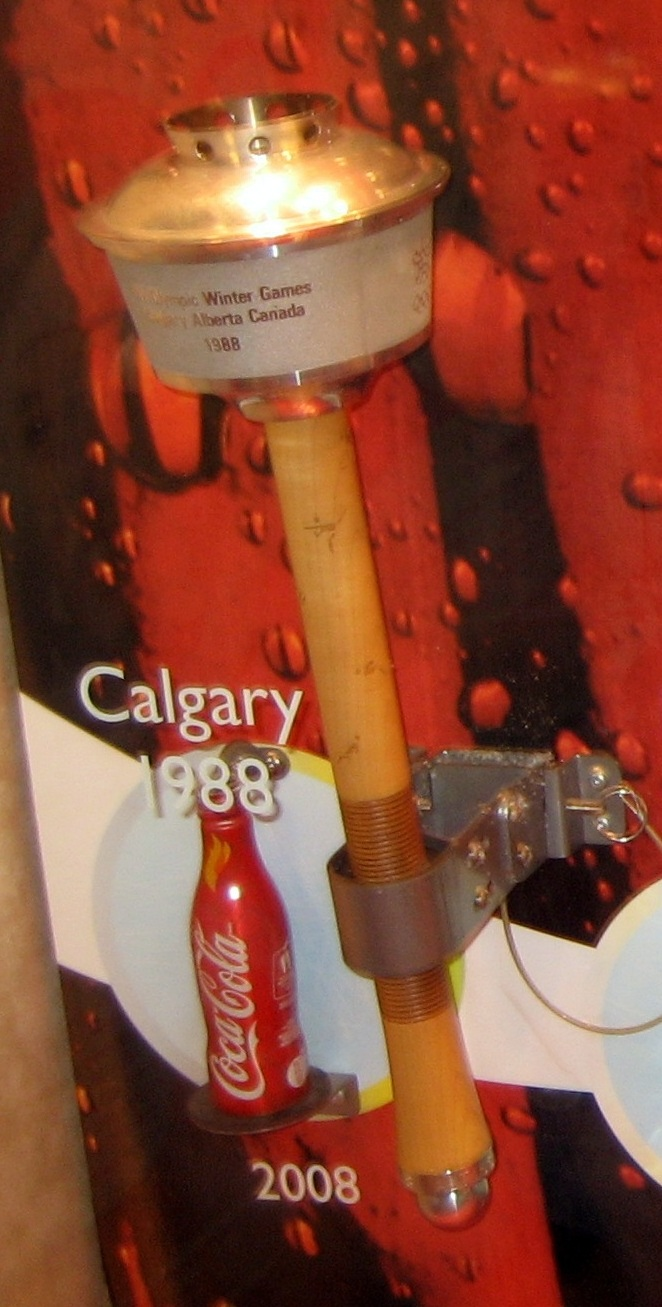
卡加利 1988（冬）
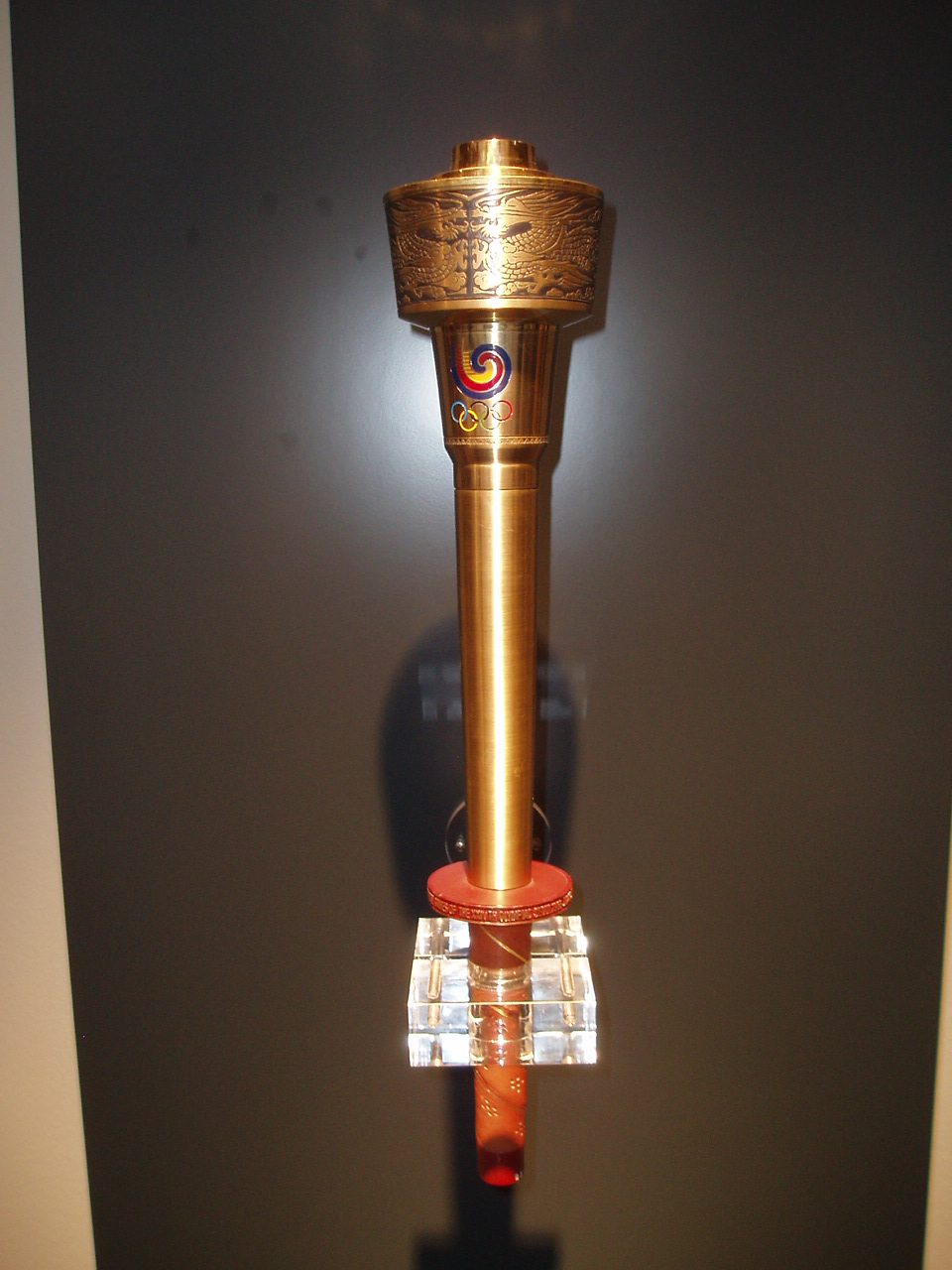
漢城 1988（夏）
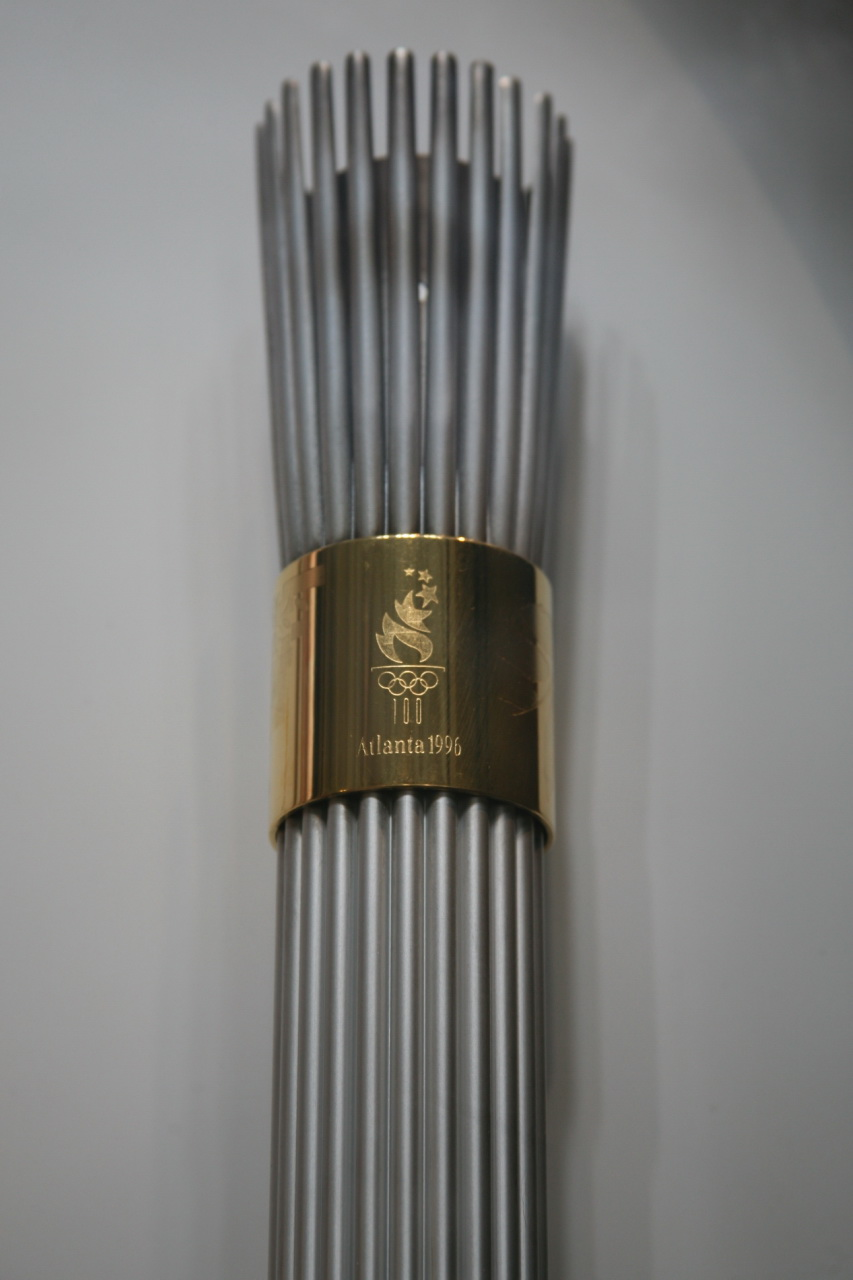
亞特蘭大 1996（夏）
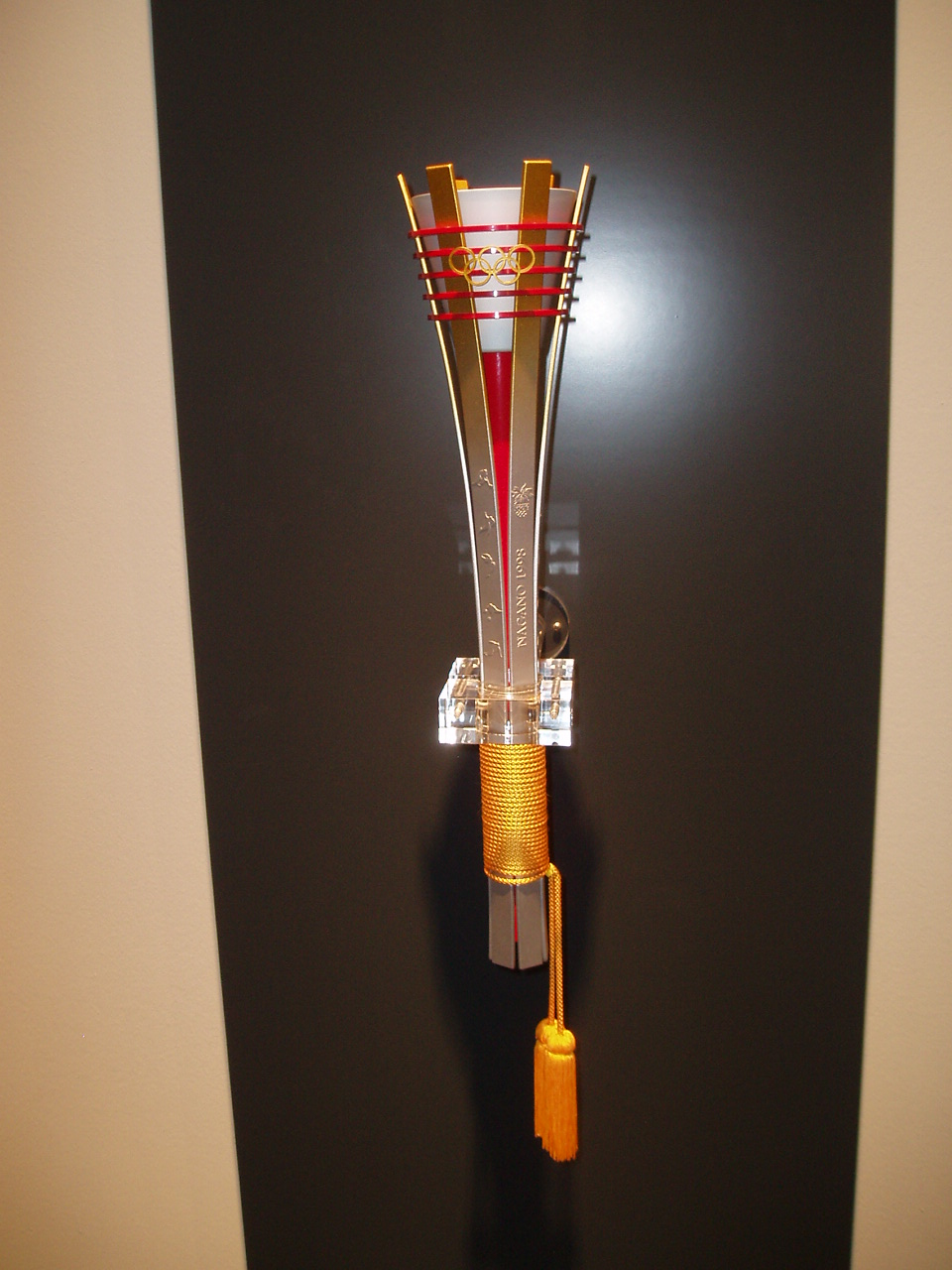
長野 1998（冬）
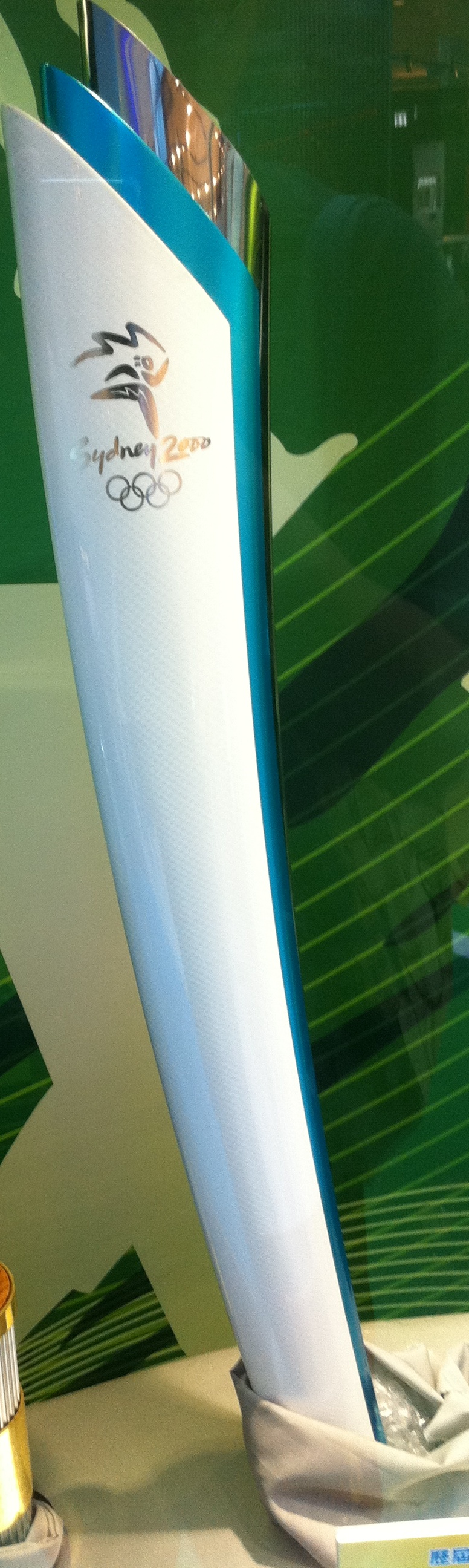
悉尼 2000（夏）
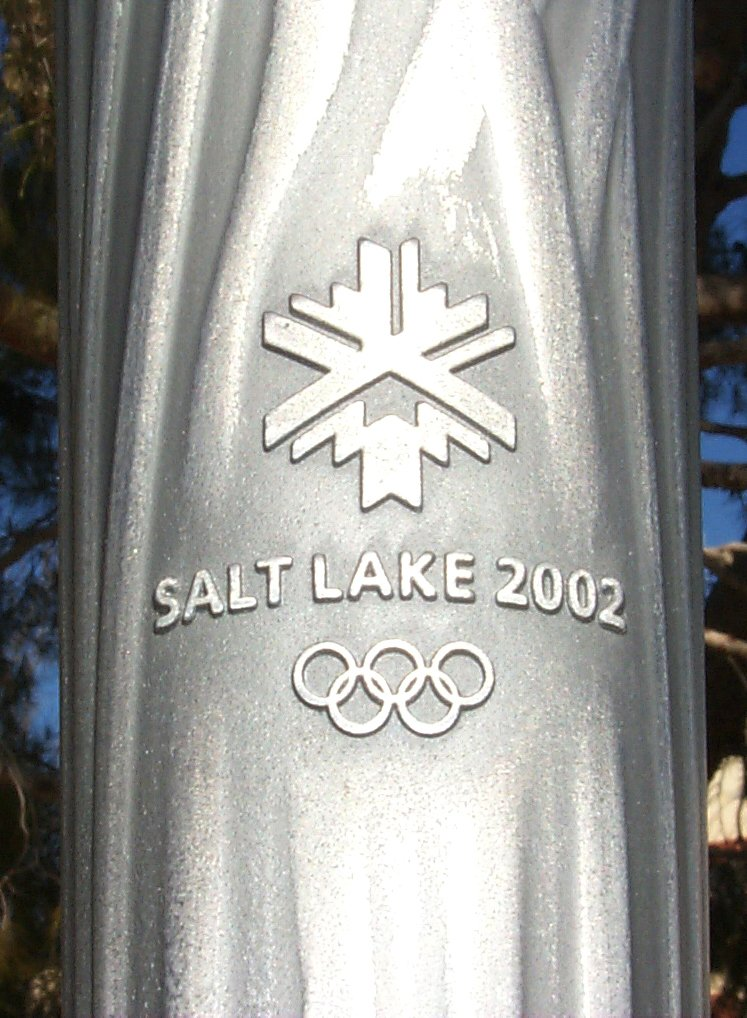
鹽湖城 2002（冬）
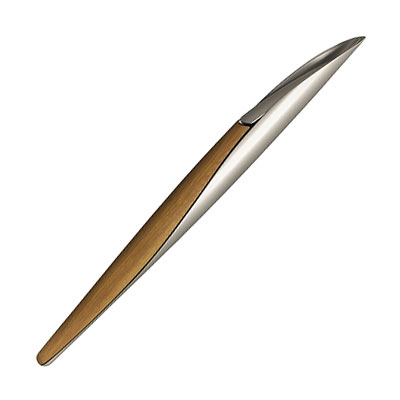
雅典 2004（夏）
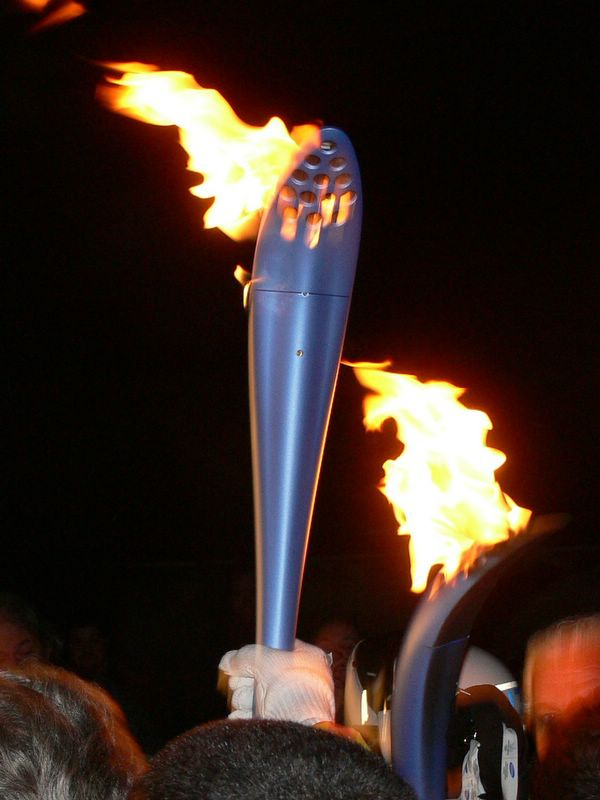
都靈 2006（冬）
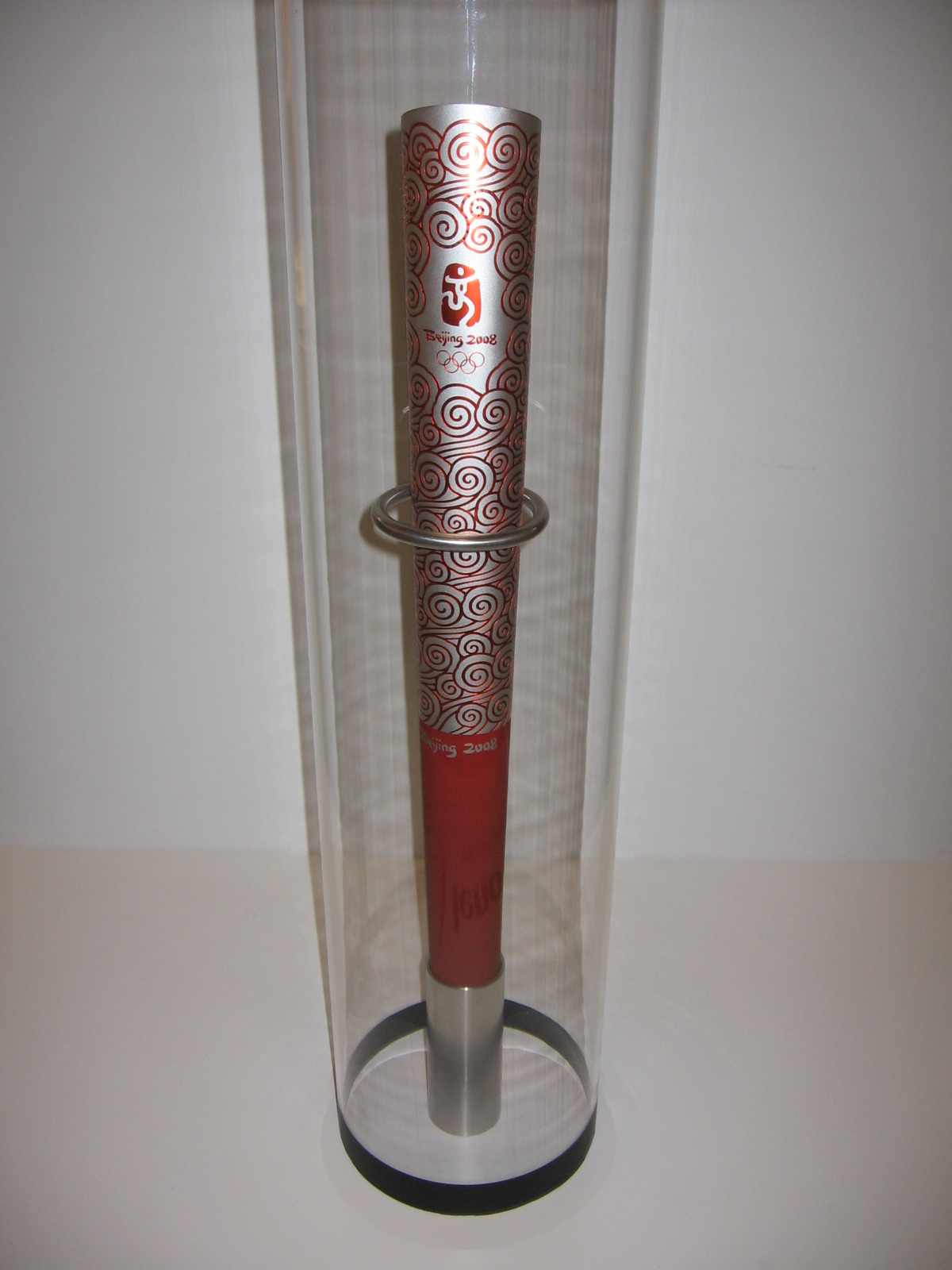
北京 2008（夏）
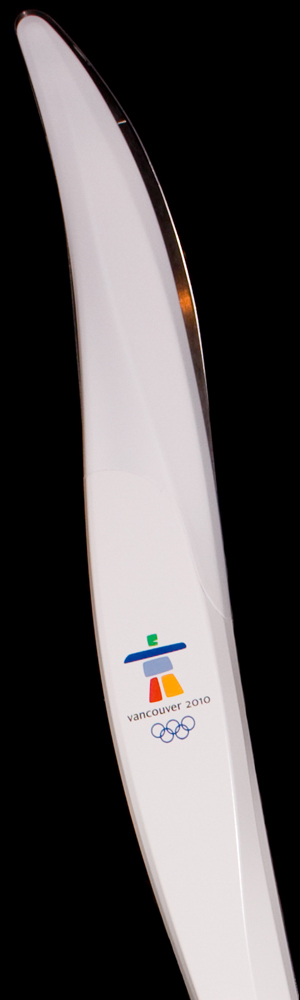
溫哥華 2010（冬）
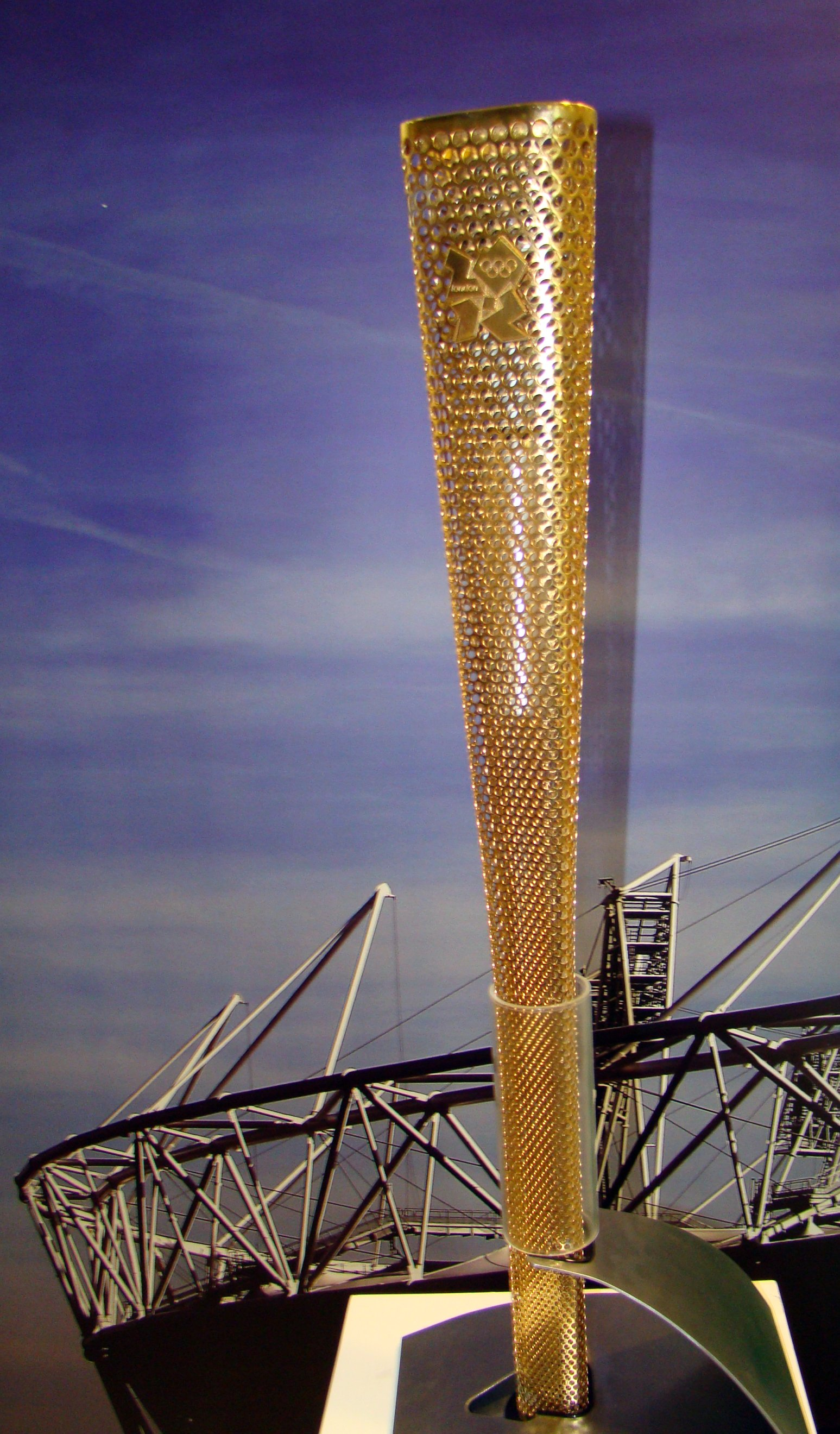
倫敦 2012（夏）
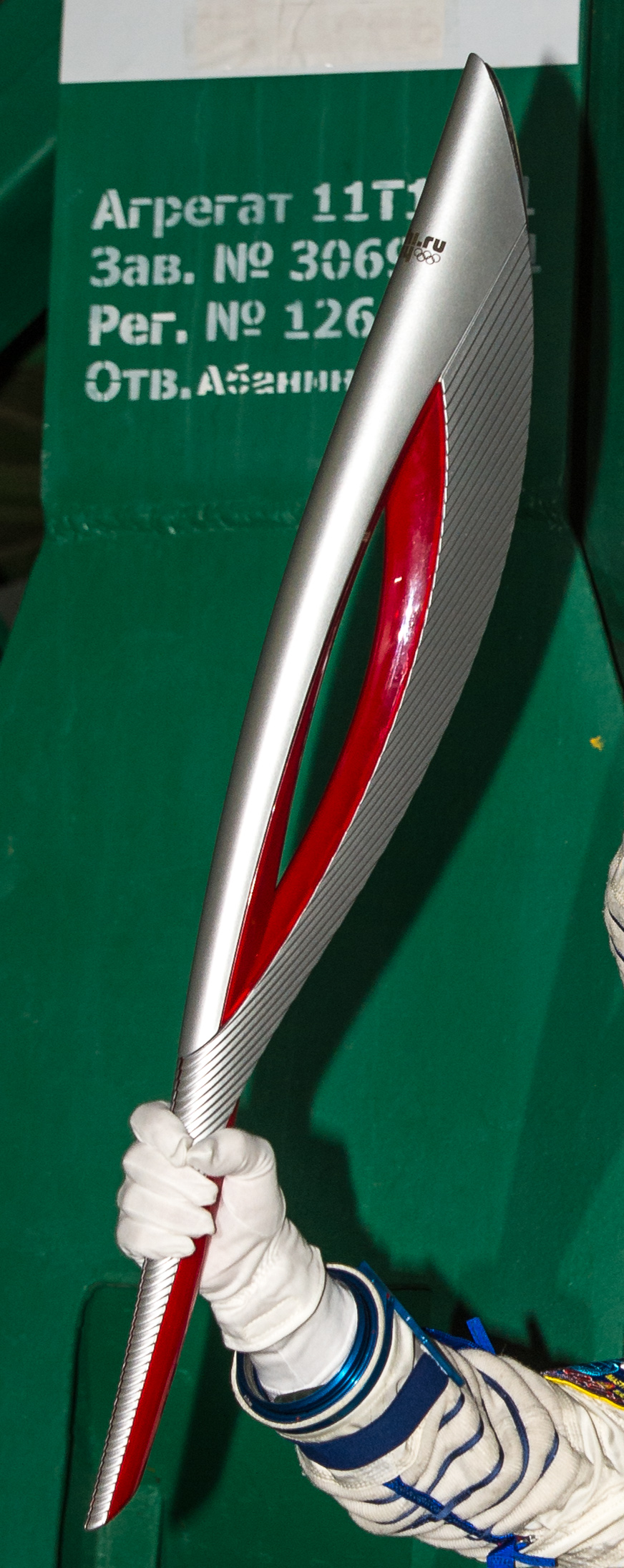
索契 2014（冬）
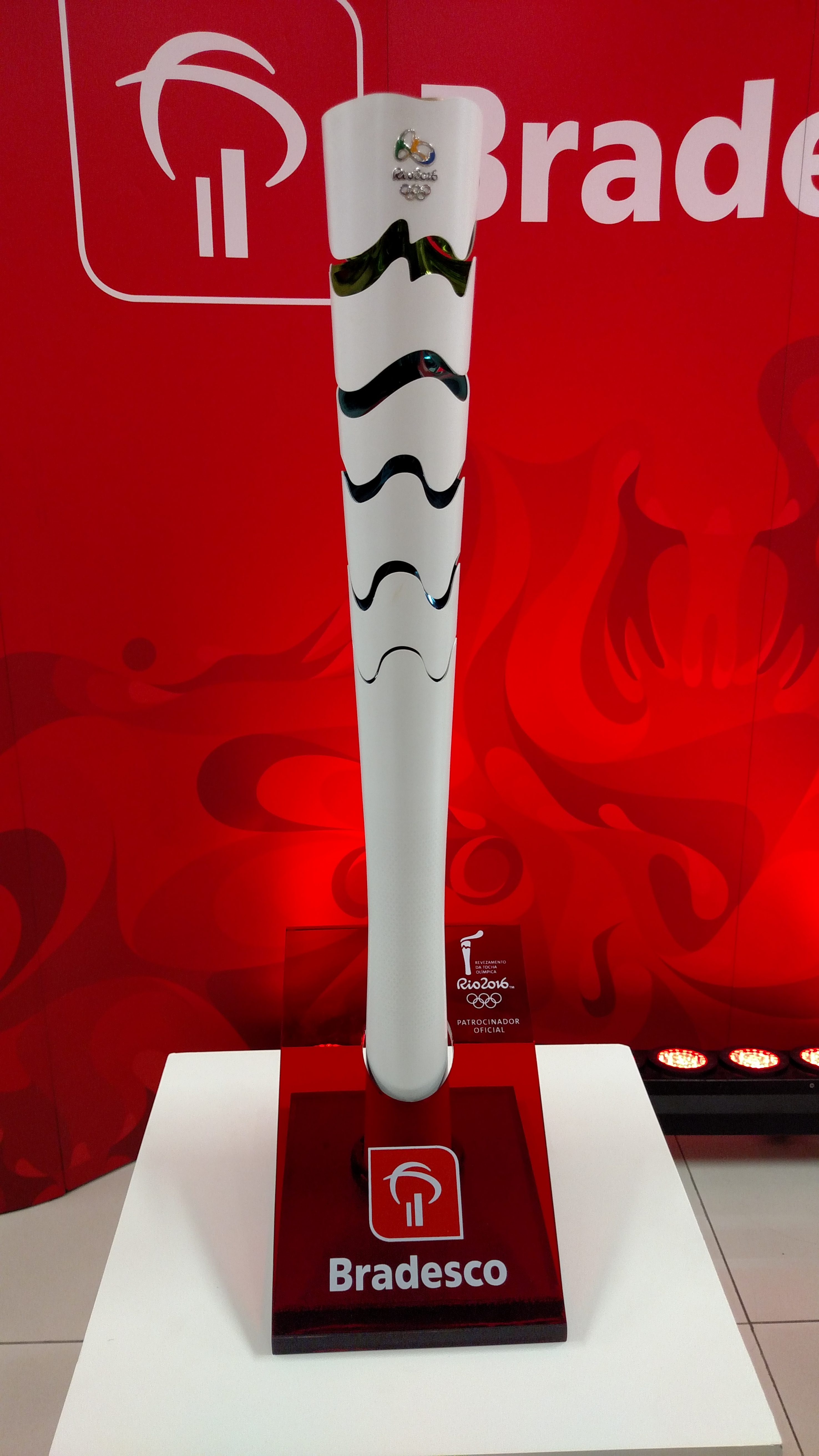
里約熱內盧 2016（夏）
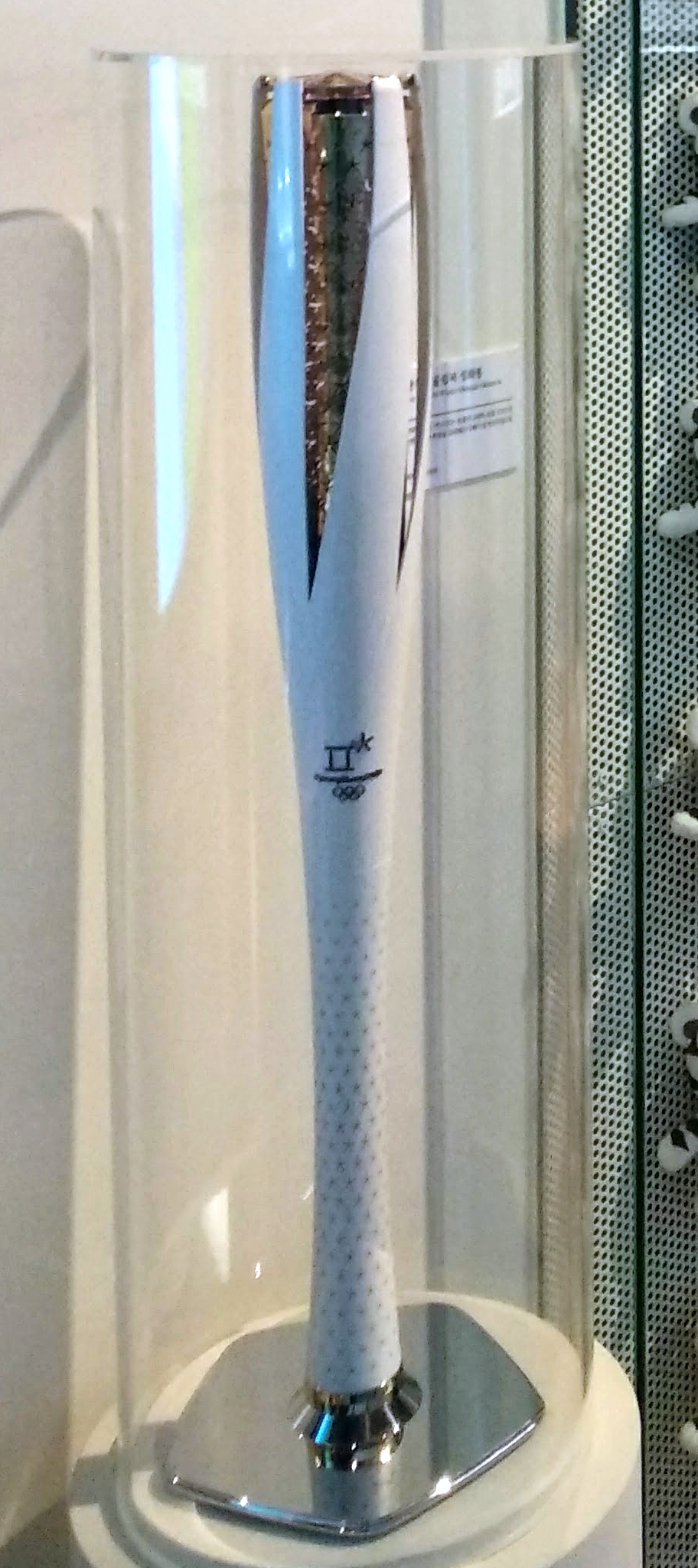
平昌 2018（冬）
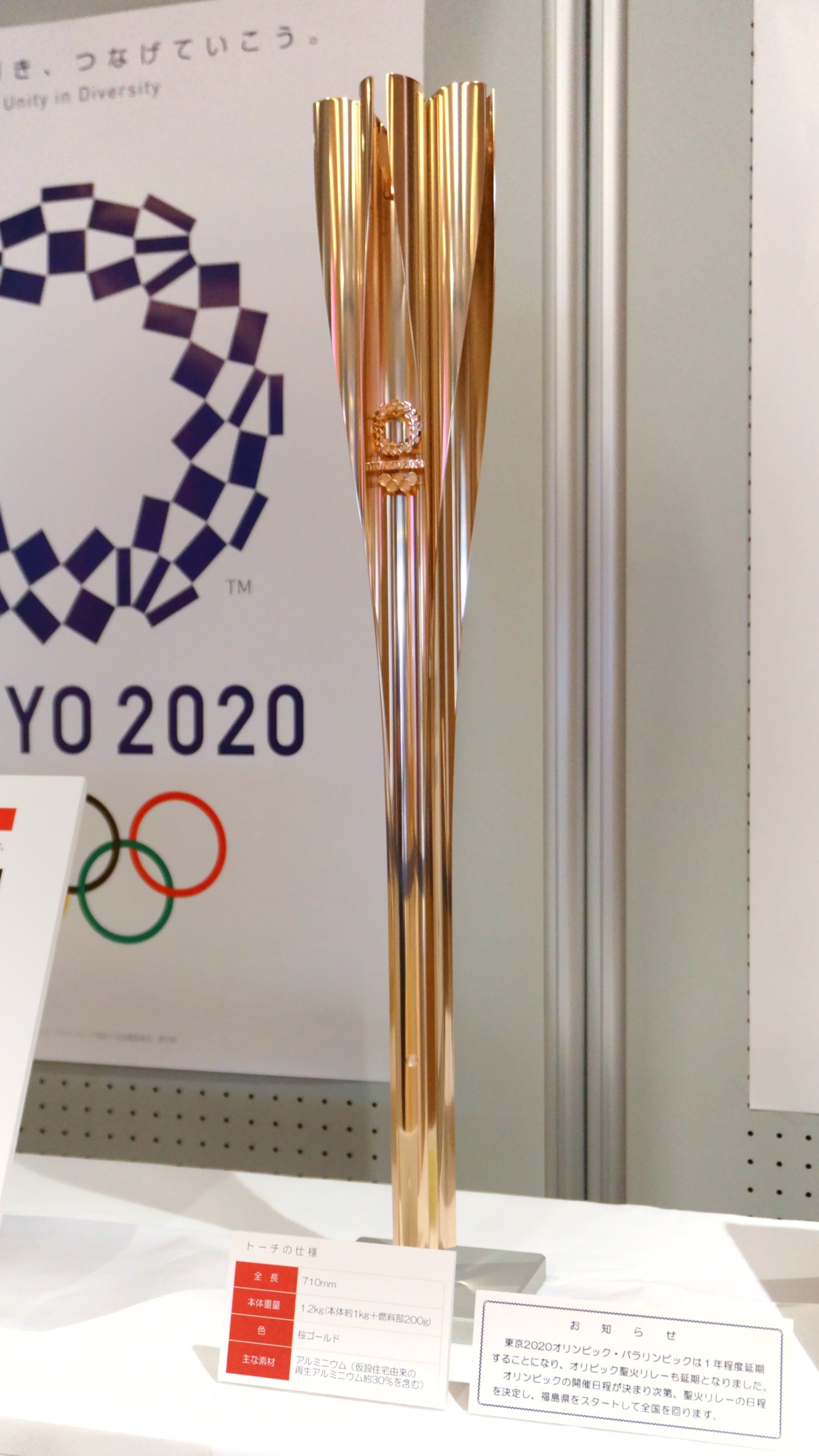
東京 2020（夏）
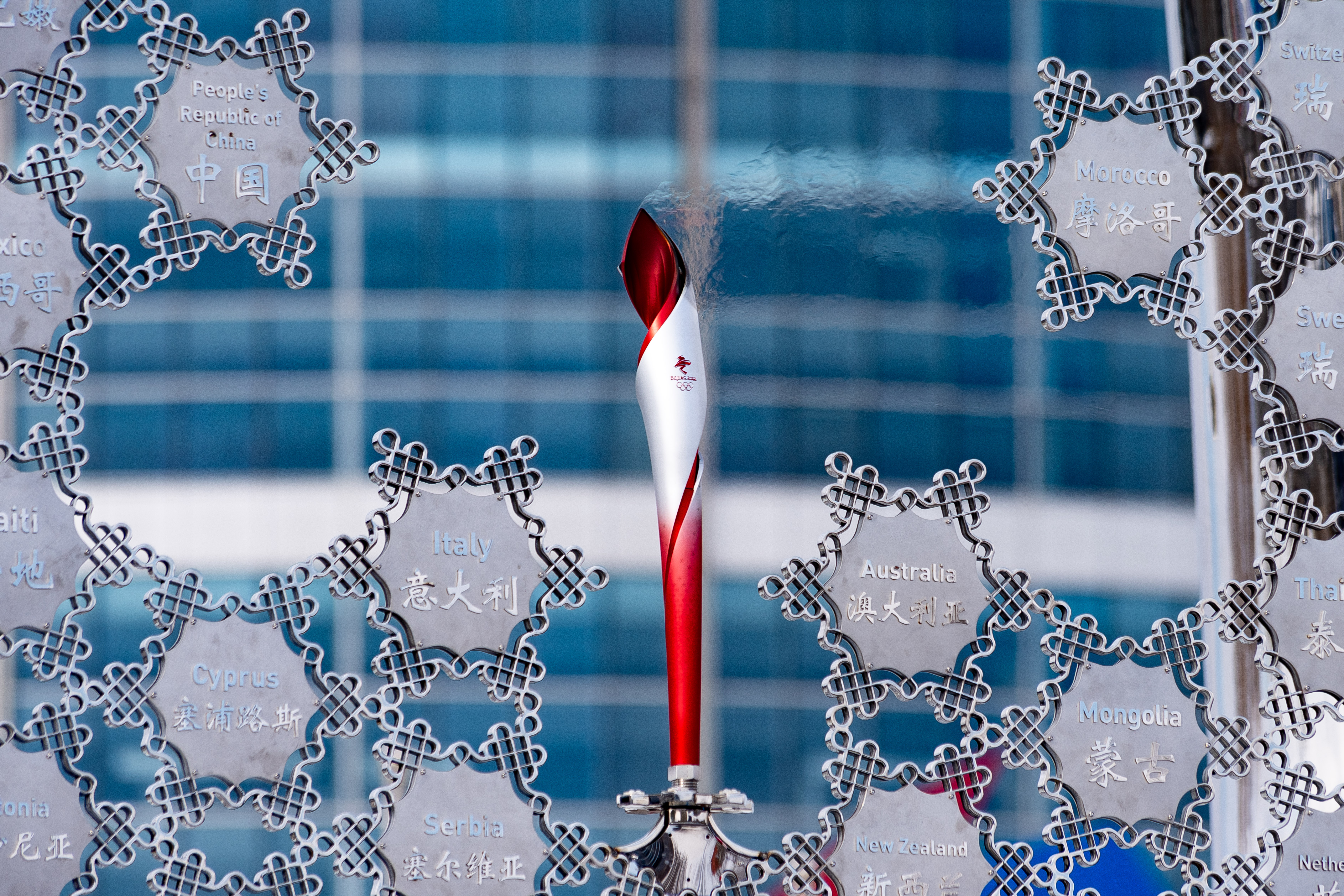
北京 2022（冬）

## 点火者
首位奧林匹克運動會主火炬點燃者是弗里茨·席爾根，也是為1936年夏季奥林匹克运动会主火炬點燃者。

## 主火炬
主火炬和它的支架总是很独特。每届奥运会点燃主火炬的方式总是引人关注。1988年首爾，火炬手登上主火炬塔的升降梯至主火炬將其點燃，但因為塔上當時尚有代表和平的白鴿休憩，來不及察覺點火儀式而被波及，於是從此禁止在奧運會上釋放活鴿以其他方式取代。1992年巴塞罗那，火焰被射向主火炬。1996年亚特兰大，主火炬是个艺术性的纸卷，火炬手站在低處點燃，火種隨著鋼線如坐電梯般爬升至主火炬而正式點燃。2000年悉尼，聖火自水中點燃，裝載著聖火的火盆自水中誕生緩緩升起。
歷屆夏季奧運會的點火儀式一览
| 年份           | 举办地     | 開幕式與點火儀式特點 | 備註 | 图片                                                 |
| -------------- | ---------- | --- | --- | ---------------------------------------------------- |
| 公元前778年    |            | 第一個被人所知的古代奧運會上，就有了點燃聖火的儀式。 | |                                                      |
| 1872年         |            | 現代奧運會誕生。但沒有點燃聖火的儀式。 | 沒有點燃聖火的儀式 |                                                      |
| 1896年         | 雅典       | 現代奧運會誕生，首次有了點火儀式 | 國際奧會做出規定：每屆奧運會都要在主會場點燃火炬。 |                                                      |
| 1900年-1932年  |            | 歷屆奧運會沒有固定的點火儀式。 | |                                                      |
| 1928年         | 阿姆斯特丹 | 奧運會首次出現奧運聖火，這一想法是由法國的顧拜旦提出的。 | 首次出現奧運聖火 |                                                      |
| 1936年         | 柏林       | 首次正式採用了火炬接力的形式。但當時的火炬燃料落後，火炬台也僅有二米左右，而點火的儀式也很簡單。該年，奧運聖火開始傳遞。 | |                                                      |
| 1940年-1944年  |            | 因二次大戰停止舉行 | |                                                      |
| 1948年         | 倫敦       | 小聖火在溫布利體育場上點燃 | |                                                      |
| 1952年         | 赫爾辛基   | 伴隨著三千隻象徵和平的白鴿飛上天空，聖火也在火炬台熊熊燃起。 | |                                                      |
| 1956年         | 墨爾本     | 火炬傳遞線路最長、規模最大的，在5千多公里的道路兩旁，每一位參與者都分享了奧林匹克精神帶來的歡樂。 | 火炬傳遞線路長，5千多公里 |                                                      |
| 1960年         | 羅馬       | 聖火由船隻運輸經地中海登陸了亞平寧半島。 | 此時燃料的改進已經讓火焰變得一觸即發。 |                                                      |
| 1964年         | 東京       | | |                                                      |
| 1968年         | 墨西哥城   | | |                                                      |
| 1972年         | 慕尼黑     | | |                                                      |
| 1976年         | 蒙特利爾   | 別出心裁地由兩人共同點燃。 | 兩人點火 |                                                      |
| 1980年         | 莫斯科     | 聖火台已經變得高大、先進，從此點火儀式也呈現了一種當時看來比較特別的方式。 | |                                                      |
| 1984年         | 洛杉磯     | 聖火的點燃儀式似乎也在這個時候變得更加新穎而獨特。美國運動員約翰遜點燃了五環標誌的火炬，聖火也在體育場上上空熊熊燃起。 | 火炬塔為1932年奧運會所使用的火炬塔。 |                                                      |
| 1988年         | 漢城       | 三人來到了距離地面五十米高的聖火台旁，共同將聖火點燃。三人點火，這在奧運會史上還是首次。 | 三人點火 |                                                      |
| 1992年         | 巴塞罗那   | 擔任這次點火任務的是37歲的殘疾運動員裏貝羅。身著古希臘傳統服裝的裏貝羅準確的將箭射向了21米高的火炬台。 | 箭射點火 |                                                      |
| 1996年         | 亞特蘭大   | 點火儀式由拳王阿裏點燃了身邊的點火器，百年聖火就在這一刻被點燃。 | |                                                      |
| 2000年         | 悉尼       | 點燃聖火的是澳大利亞土著人弗裏曼，水中生火。設計了新穎的點火台，她站在水中央將聖火點燃。熊熊燃燒的火焰由水中徐徐上升最终与体育场顶部的底座连接。 | |                                                      |
| 2004年         | 雅典       | 希臘帆板選手尼古拉斯-卡拉馬納基斯點燃聖火。 | 火炬置於可轉動的機械吊筒頂端。只幾米高。 |                                                      |
| 2008年         | 北京       | 李寧在北京鳥巢運動場上空凌空跑一圈並燃點主火炬。 | 點火儀式前主火炬塔以水平姿態藏於體育場屋頂上方，在放飞和平鴿儀式（當時燈光較暗不易被場內觀眾和運動員察覺）時再由機械臂扶正並移動至體育場內。 |                                                      |
| 2012年         | 倫敦       | 由七名年輕運動員點燃，有史以來最多移動組件的主火炬。 考慮到經費節約問題，從本屆開始，聖火盆重新改小。 | 七人點火 由于开幕式时主火炬塔位于场地中央，为了防止场地占用问题，在开幕式结束后主火炬塔上的圣火会临时熄灭（圣火则转移至火种灯中）以方便迁移工作。在圣火台迁移结束后圣火由场内工作人员重新点燃。                                                                      |                                                      |
| 2016年         | 里約熱內盧 | 圣火盆后方有根据热风旋转设计的螺旋雕塑，使圣火光芒放射成太阳状。 其中主火炬塔的雕塑為動態雕塑，第二火炬塔的雕塑為靜態雕塑。 | 主火炬塔位於馬拉卡納體育場内，但考慮到主火炬塔會占用小部分足球場地，除開閉幕式外奧運聖火均只在位於坎德拉里亚教堂外的第二火炬塔點燃。 | 位於馬拉卡納體育場的聖火盆位於坎德拉里亚教堂的聖火盆 |
| 2020年(2021年) | 東京       | 聖火盆的平頂六邊錐形底座象徵著富士山，而頂部的圓球象徵著太陽。其中開幕式所用主火炬底座較為高大，而閉幕式所用主火炬底座較為低矮。 聖火點燃前圓球會打開，並露出裡面的聖火盆以供聖火燃燒。 第二火炬塔底座为多个金属立柱组成的雕塑，圣火盆与主火炬塔相同。 | 主火炬塔位於奧林匹克競技場内，但考慮到体育场设计建造时的消防安全缺陷问题（體育場屋頂與外牆均為木質），除開閉幕式外奧運聖火均只在位於夢之大橋的第二火炬塔點燃。 |                                                      |
| 2024年         | 巴黎       | 聖火盆由一個氫氣球吊起，在聖火“點燃”後氫氣球隨之升起，以致敬1783年由孟格菲兄弟進行的人類首次氣球飛行。 | 兩人點火 该火炬塔为奥运会历史上第一座无火火炬塔，聖火盆中以40盞發光二極管和氣溶膠噴霧組成的虛擬聖火取代了傳統的燃料燃燒聖火。 主火炬塔位於杜樂麗花園內，為夏季奧運會史上首座不位於主體育場內的主火炬塔。在奧運會期間，聖火實際保存於主火炬塔附近的火種燈中以供參觀。 |                                                      |